# Paramamoea aquilonalis
Paramamoea aquilonalis là một loài nhện trong họ Amphinectidae. Loài này được phát hiện ở New Zealand.